# Polimerizzazione cationica
La polimerizzazione cationica è un tipo di polimerizzazione a catena in cui un iniziatore cationico trasferisce una carica ad un monomero che diventa quindi reattivo. Quest'ultimo reagisce similmente con altri monomeri per formare un polimero.
I tipi di monomeri necessari per questa polimerizzazione sono limitati alle sole olefine con sostituenti elettrondonatori e agli eterocicli. Analogamente alla polimerizzazione anionica, questa reazione è molto sensibile al tipo di solvente impiegato. Specificamente, l'abilità del solvente di formare ioni liberi detta la reattività della catena in crescita.
Una polimerizzazione cationica è di norma impiegata nella produzione del poliisobutilene (usato nei tubi) e del poli(N-vinilcarbazolo) (PVK).

## Monomeri
Come già anticipato, si tratta di olefine e monomeri eterociclici. In entrambi i casi la reazione si verifica solo se il processo è termicamente favorito. Nel caso delle olefine, questo avviene per via dell'isomerizzazione del doppio legame C=C; per gli eterocicli si ha a seguito della diminuzione della tensione d'anello. I monomeri per la polimerizzazione cationica sono nucleofili e formano un catione stabile durante il processo.

### Olefine

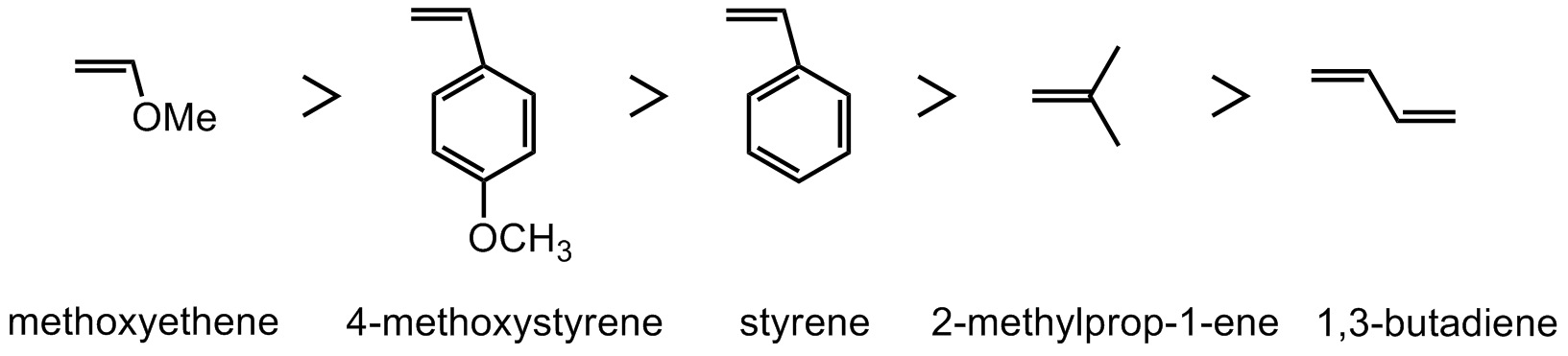
Reattività in ordine decrescente di alcuni monomeri olefinici

La polimerizzazione cationica di monomeri alchenici avviene con olefine che presentano sostituenti elettrondonatori. Questi gruppi rendono la molecola nucleofila abbastanza da attaccare iniziatori elettrofili o catene polimeriche già in crescita. Al tempo stesso, questi gruppi devono essere in grado di stabilizzare la carica del catione risultante. Alcuni monomeri sono mostrati nella figura qua sotto, in ordine di reattività decrescente, con i gruppi con un eteroatomo più reattivi di quelli con solo un gruppo alchilico o arilico.

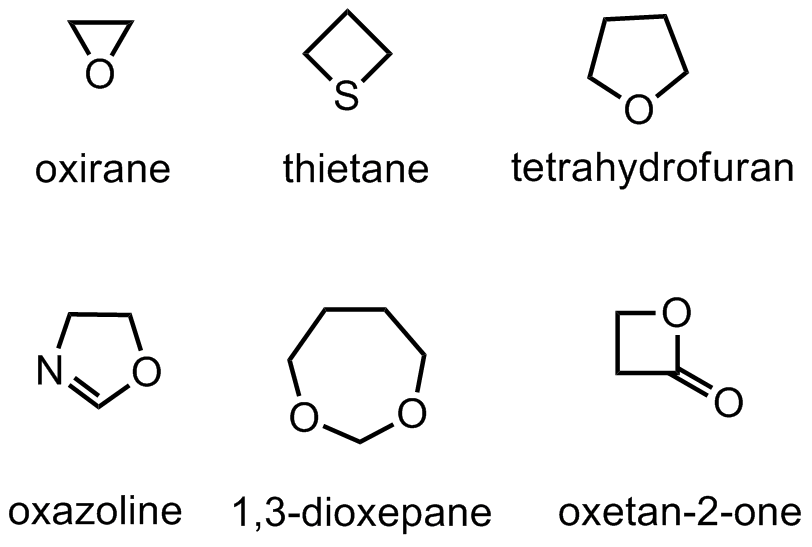
Alcuni monomeri eterociclici

### Monomeri eterociclici
Monomeri eterociclici utilizzati di frequente sono i lattoni, i lattami e le ammine cicliche. Dopo l'aggiunta di un iniziatore, questi monomeri si aprono a formare strutture lineari. La reattività di queste specie chimiche dipende dalla loro tensione d'anello: più è elevate (come per l'ossirano) più sono reattivi. Anelli con sei atomi sono più larghi e considerati meno reattivi a causa della bassa tensione d'anello.

## Reazione

### Fase di inizio
Si genera uno ione carbenio da cui avrà origine la catena macromolecolare. Il controione dovrebbe essere non-nucleofilo, altrimenti la reazione termina istantaneamente. C'è una certa gamma di iniziatori disponibili per questo processo ed alcuni di essi richiedono elevata purezza dei reagenti ed un co-iniziatore per generare le specie cationiche.

#### Acidi protonici classici
Acidi protonici forti possono essere impiegati come iniziatori. Un'alta concentrazione è necessaria in modo da produrre quantità sufficienti di specie cationiche. Il controione (A-) deve essere un debole nucleofilo per evitare la terminazione a causa di una combinazione con l'olefina protonata. Acidi comunemente utilizzati sono quello fosforico, solforico, e triflico. Ad ogni modo, con questi iniziatori si ottengono soltanto polimeri aventi basso peso molecolare.

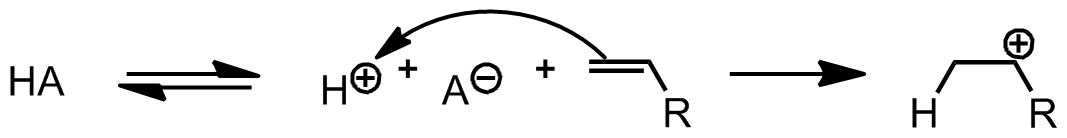
Fase d'inizio usando acidi protici

#### Acidi di Lewis/catalizzatori di Friedel-Crafts
Gli acidi di Lewis sono i composti più comunemente usati come iniziatori in questo processo. I più popolari sono SnCl4, AlCl3, BF3 e TiCl4. Nonostante siano in grado già da soli di avviare la reazione, ad essi si aggiunge un'ulteriore fonte di cationi per accelerare ulteriormente la polimerizzazione. Fonti ulteriori possono essere acqua, alcoli o persino un donatore carbocationico come un estere o un'anidride. In questi sistemi l'acido di Lewis è definito co-iniziatore, mentre la fonte di cationi è l'iniziatore. Dopo la reazione tra le due specie chimiche, un complesso intermedio si forma e va a reagire con il monomero. Alogeni come il cloruro e il bromuro possono avviare la polimerizzazione cationica insieme agli acidi di Lewis più attivi.

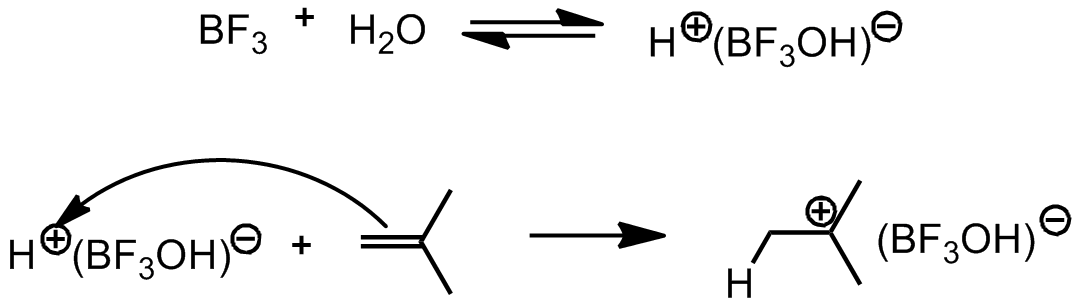
Fase di inizio con il trifluoruro di boro (co-iniziatore) e l'acqua (iniziatore)

#### Sali con ione carbenio
Ioni carbenio stabili sono usati per avviare l'accrescimento della catena nel caso di olefine molto reattive e solo scelti per avere strutture ben definite. Questi iniziatori sono spesso impiegati in studi cinetici per la facilità di misurare la scomparsa dello ione carbenio osservando l'assorbanza. Comuni ioni carbenio sono i cationi tritil e tropilio.

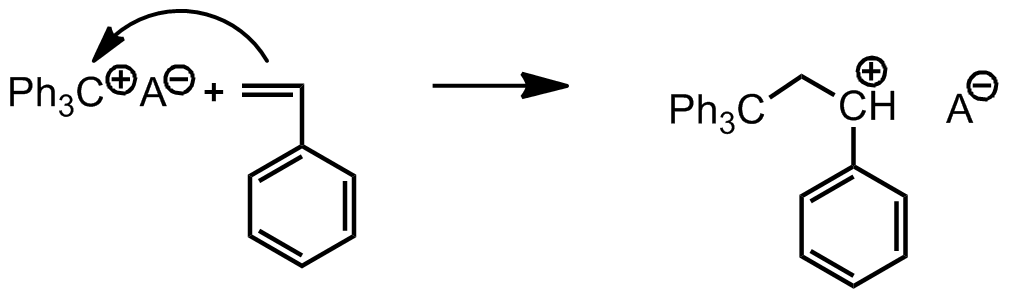
Fase di inizio con uno ione tritil carbenio.

#### Radiazione ionizzante
Una radiazione ionizzante può formare una coppia radicale-catione che reagisce con un monomero. Il controllo su queste coppie è molto difficile e spesso dipende dalle condizioni di reazione. Frequentemente si osserva la formazione di specie radicaliche e anioniche.

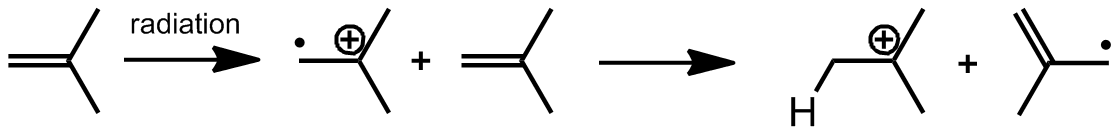
Fase di inizio con una radiazione ionizzate

### Fase di propagazione
La propagazione procede per addizione di un monomero alle specie attive come lo ione carbenio. Il monomero è aggiunto alla catena in crescita con un concatenamento testa-coda.

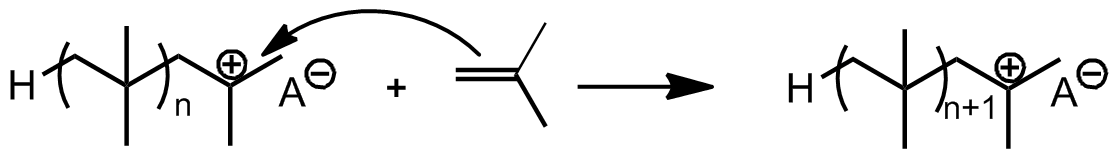
Schema generale di propagazione

#### Effetto della temperatura
Abbassando la temperatura si abbassano le cinetiche e si incrementa la probabilità che il monomero si vada ad addizionare sul carbocatione.

### Fase di terminazione
La terminazione generalmente avviene attraverso un riarrangiamento monomolecolare con il controione. In questo processo un frammento anionico del controione si combina con un'estremità della catena polimerica in crescita. Ciò non solo disattiva quest'ultima ma anche conclude il processo globale riducendo di volta in volta la concentrazione del complesso iniziatore-co-iniziatore.

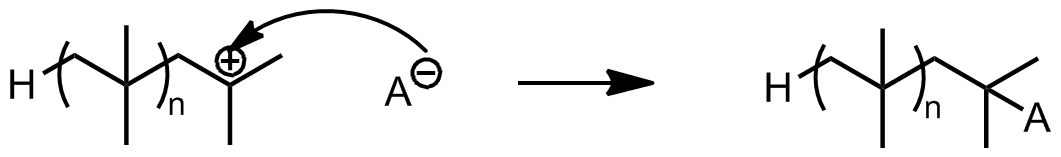
Esempio di terminazione

### Trasferimento di catena
Ci sono due modi diversi di ottenere un trasferimento di catena. In un caso si ha l'estrazione di un idrogeno dall'estremità attiva della catena al controione. In questo processo, la catena in crescita viene "terminata", ma il complesso iniziatore-co-iniziatore è rigenerato e pronto a dar vita a nuove catene.

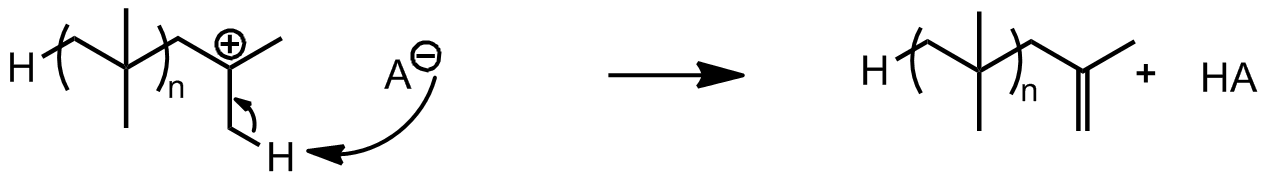
Trasferimento di catena tramite estrazione di un idrogeno al controione

Il secondo metodo consiste in un'estrazione di un atomo di idrogeno dalla catena attiva al monomero. Questo porta anche alla nascita di un nuovo complesso controione-ione carbenio che continua a propagarsi, facendo sì che la cinetica del processo non cambi granché

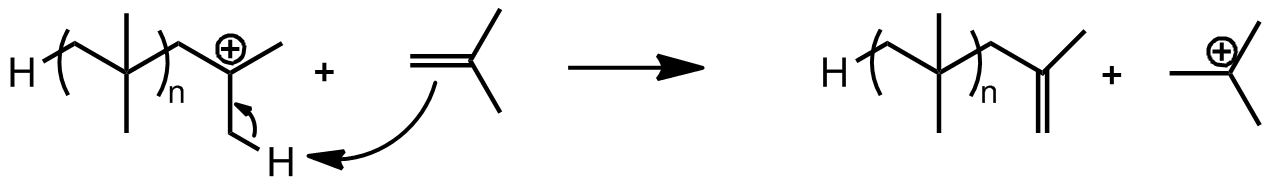
Trasferimento di catena per estrazione di un idrogeno dal monomero

### Polimerizzazione cationica con apertura dell'anello

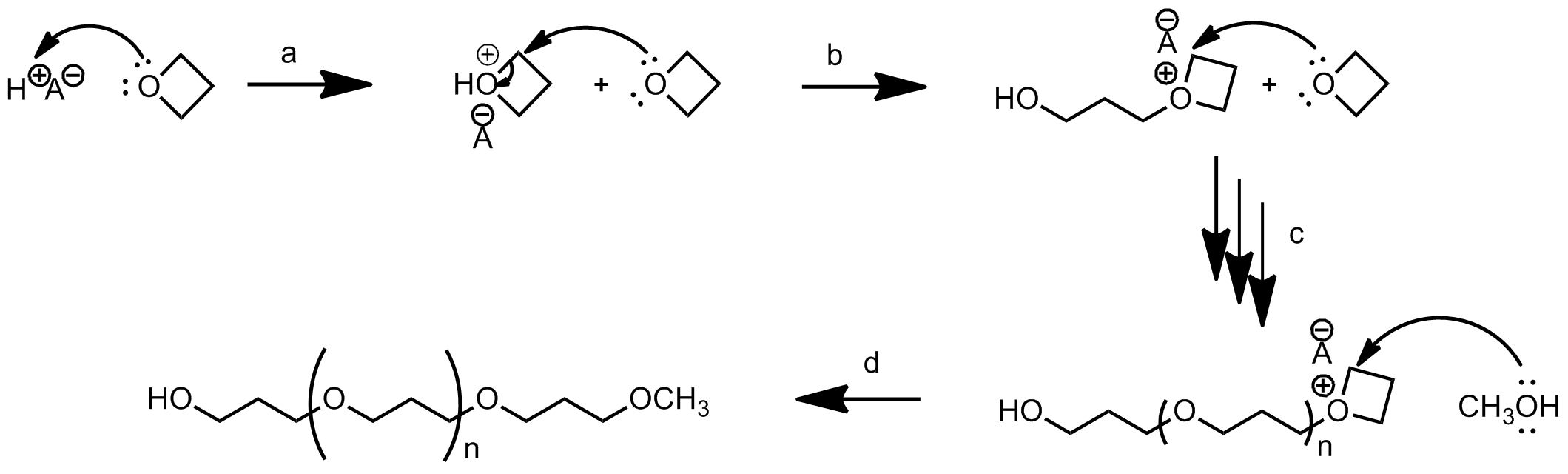
Apertura dell'anello dell'ossetano, a, b: inizio; c, propagazione; d, terminazione con metanolo.

## Cinetica
La velocità di propagazione e il grado di polimerizzazione si possono ricavare da un'analisi cinetica del processo. Le equazioni per le diverse fasi (incluso il trasferimento di catena) si possono scrivere in forma generale come segue:
{\displaystyle {\begin{aligned}{\ce {I+{}+M}}\ &{\ce {->[{k_{i}}]M+}}\\{\ce {M+{}+M}}\ &{\ce {->[{k_{p}}]M+}}\\{\ce {M+}}\ &{\ce {->[{k_{t}}]M}}\\{\ce {M+{}+M}}\ &{\ce {->[{k_{tr}}]M{}+M+}}\end{aligned}}}
I+ è l'iniziatore, M il monomero, M+ è il centro attivo e {\displaystyle {\mathit {k_{i}}}}, {\displaystyle {\mathit {k_{p}}}}, {\displaystyle {\mathit {k_{t}}}} e {\displaystyle {\mathit {k_{tr}}}} sono rispettivamente le costanti cinetiche per l'inizio, la propagazione, la terminazione e il trasferimento di catena. Per semplicità i controioni non sono mostrati nelle equazioni sovrastanti e solo un tipo di trasferimento di catena (quello al monomero) è stato considerato.
{\displaystyle {\begin{aligned}{\text{velocità (inizio)}}&=k_{i}[{\ce {I+}}][{\text{M}}]\\{\text{velocità (propagazione)}}&=k_{p}[{\ce {M+}}][{\text{M}}]\\{\text{velocità (terminazione)}}&=k_{t}[{\ce {M+}}]\\{\text{velocità (trasferimento)}}&=k_{tr}[{\ce {M+}}][{\text{M}}]\end{aligned}}}
Assumendo di trovarci in condizioni di stato stazionario, si avrà che la velocità di inizio eguaglia quella di terminazione:
{\displaystyle [{\ce {M+}}]={k_{i}[{\ce {I+}}][{\ce {M}}] \over k_{t}}}
Questa equazione per [M+] si può usare in quella della velocità di propagazione:
{\displaystyle {\text{velocità (propagazione)}}={k_{p}k_{i}[{\ce {M}}]^{2}[{\ce {I+}}] \over k_{t}}}
Si nota che la velocità di propagazione cresce all'aumentare della concentrazione di monomero e di iniziatore.
Il grado di polimerizzazione, {\displaystyle {\mathit {X_{n}}}}, si può determinare così:
{\displaystyle X_{n}={{\text{velocità (propagazione)}} \over {\text{velocità (terminazione)}}}={k_{p}[{\text{M}}] \over k_{t}}}
Se il trasferimento di catena domina al posto della terminazione, la stessa equazione diventa:
{\displaystyle X_{n}={{\text{velocità (propagazione)}} \over {\text{velocità (trasferimento di catena)}}}={k_{p} \over k_{tr}}}

## Polimerizzazione vivente
Nel 1984 Higashimura e Sawamoto riportarono la prima polimerizzazione cationica vivente per alchil-vinil-eteri. Questo tipo di polimerizzazione ha permesso il controllo di polimeri ben definiti. Una caratteristica saliente è che la terminazione è essenzialmente eliminata, per cui l'accrescimento della catena prosegue finché tutto il monomero non si è consumato.

## Applicazioni commerciali

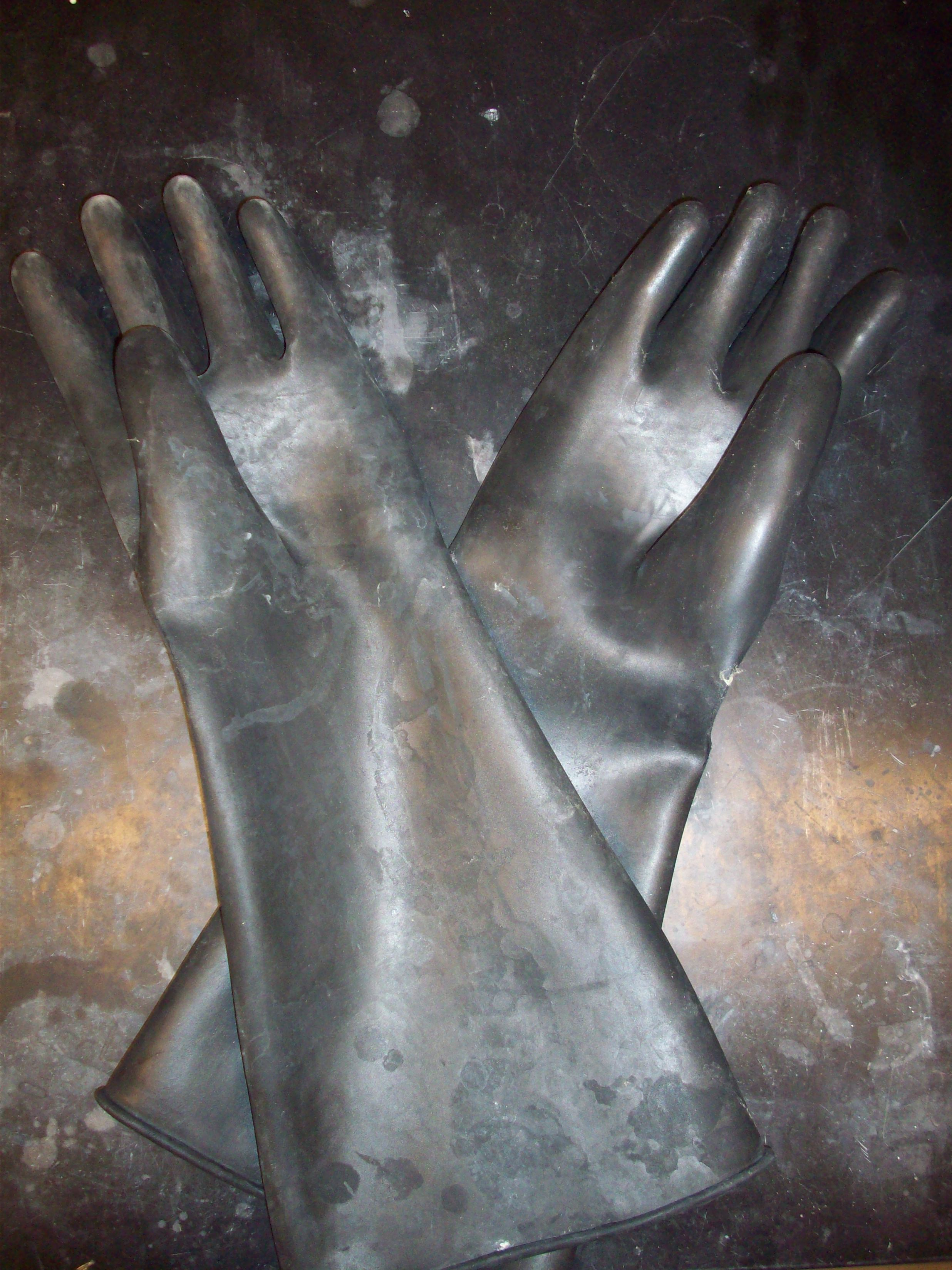
Guanti in gomma butilica

L'uso commerciale maggiore di questa polimerizzazione si ha nei prodotti del poliisobutile (PIB), quali polibutene e gomma butilica. Questi polimeri hanno un'ampia gamma di applicazioni, da adesivi a sigillanti per proteggere i guanti e come guaine di rivestimento per farmaci. Le condizioni di reazione per la sintesi di ogni tipo di isobutilene dipendono dal peso molecole desiderato e dal tipo di monomero(i) impiegati. Le più comunemente impiegate riguardano temperature che spaziano da -40 a 10 °C.  Sostanze ad alto peso molecolare sono invece preparate a −100 o −90 °C ed in un solvente polare. Si trova isobutilene anche nei chewing gum. Le principali compagnie produttrici sono Esso, ExxonMobil e BASF.